# Giancarlo Giovalli
Giancarlo Giovalli (Torino, 28 febbraio 1961) è un regista televisivo italiano.

## Biografia
Fratello dell'ex direttore di Italia 1 Roberto Giovalli, inizia la carriera televisiva nel 1980 presso la rete privata torinese Tele Europa 3.
A partire dal 1987 si occupa della regia di alcune delle più importanti trasmissioni sportive delle reti Mediaset tra cui Grand Prix con Andrea De Adamich e Pressing con Raimondo Vianello.
Negli stessi anni è il regista del primo telegiornale di Rete 4, Dentro la notizia, nonché della prima diretta di Studio Aperto con Emilio Fede.
Dal 1990 al 1997 è responsabile dell'area grafica dei notiziari Mediaset. Dopo aver firmato la regia di tutte le edizioni del quiz Chi vuol essere milionario? e di numerose trasmissioni di Gerry Scotti, attualmente cura la regia del quiz preserale di Canale 5, Caduta libera e La ruota della fortuna.
Nel corso della sua carriera ha anche diretto un altro storico programma calcistico di Italia 1, ovvero Controcampo, condotto, per quasi tutte le edizioni, da Sandro Piccinini.

## Programmi televisivi
- Grand Prix (Italia 1)
- Dentro la notizia (Rete 4, 1988-1989)
- Pressing (Italia 1, 1990-1999, 2018)
- Studio Aperto (Italia 1, 1991)
- Fifa World Player (1995)
- EuroPeo Show (1996)
- Controcampo (Italia 1, 1998-2012)
- Quote (2000)
- Candid angels (Italia 1, 2000)
- Facce da quiz (Canale 5, 2001)
- Genius (Italia 1, 2001)
- La Zona Rossa (2003-2004)
- Serie A - Il grande calcio (Canale 5, 2005-2006)
- Chi ha incastrato lo zio Gerry? (Canale 5, 2005)
- 50-50 (Canale 5, 2008)
- La stangata (Canale 5, 2009-2010)
- The Money Drop (Canale 5, 2012-2013)
- Little Big Show (Canale 5, 2016-2017)
- The Wall (Canale 5, 2017-2019)
- Tiki Taka (Italia 1, 2013-2019)
- Chi vuol essere milionario? (Canale 5, 2000-2011, 2018-2020)
- Caduta libera (Canale 5, 2016-2023, Dal 2025)
- Conto alla rovescia (Canale 5, 2019-2020)
- La ruota della fortuna (Canale 5, dal 2024)